# Герб Эсватини
Герб Эсватини (бывшего Свазиленда) представляет собой лазоревый щит, в поле которого волнисто пересечённый на серебро и чернь овальный щит поверх двух золотых копий в столб. Над щитом лазорево-золотой бурелет под стилизованной короной из зелёных перьев. Щит поддерживают шествующие лев и слон натуральных цветов. Снизу серебряная девизная лента с надписью чёрными литерами «Siyinqaba».

## Символика
Центральной фигурой герба является изображение традиционного щита народа нгуни, под которым изображены традиционные копья, что символизирует защиту. Корона представляет собой традиционный головной убор, надеваемый королём во время праздника урожая инквала. Лев является символическим изображением короля, слон — королевы-матери. Национальный девиз Свазиленда
«Siyinqaba» в переводе на русский означает «Мы — крепость».